# Implicație logică
Implicația logică este un conector logic (operație binară) care stabilește că din valoarea de adevăr a unei afirmații/propoziții logice date notate cu {i sau p} se poate obține adevărul sau falsul altei afirmații notate q. 
Are structura standard de forma dacă i, atunci q. Propoziția i are numele de antecedent, iar propoziția q este consecvent al implicației.